# Epitausa atriplaga
Epitausa atriplaga là một loài bướm đêm trong họ Erebidae.